# Telophorus cruentus

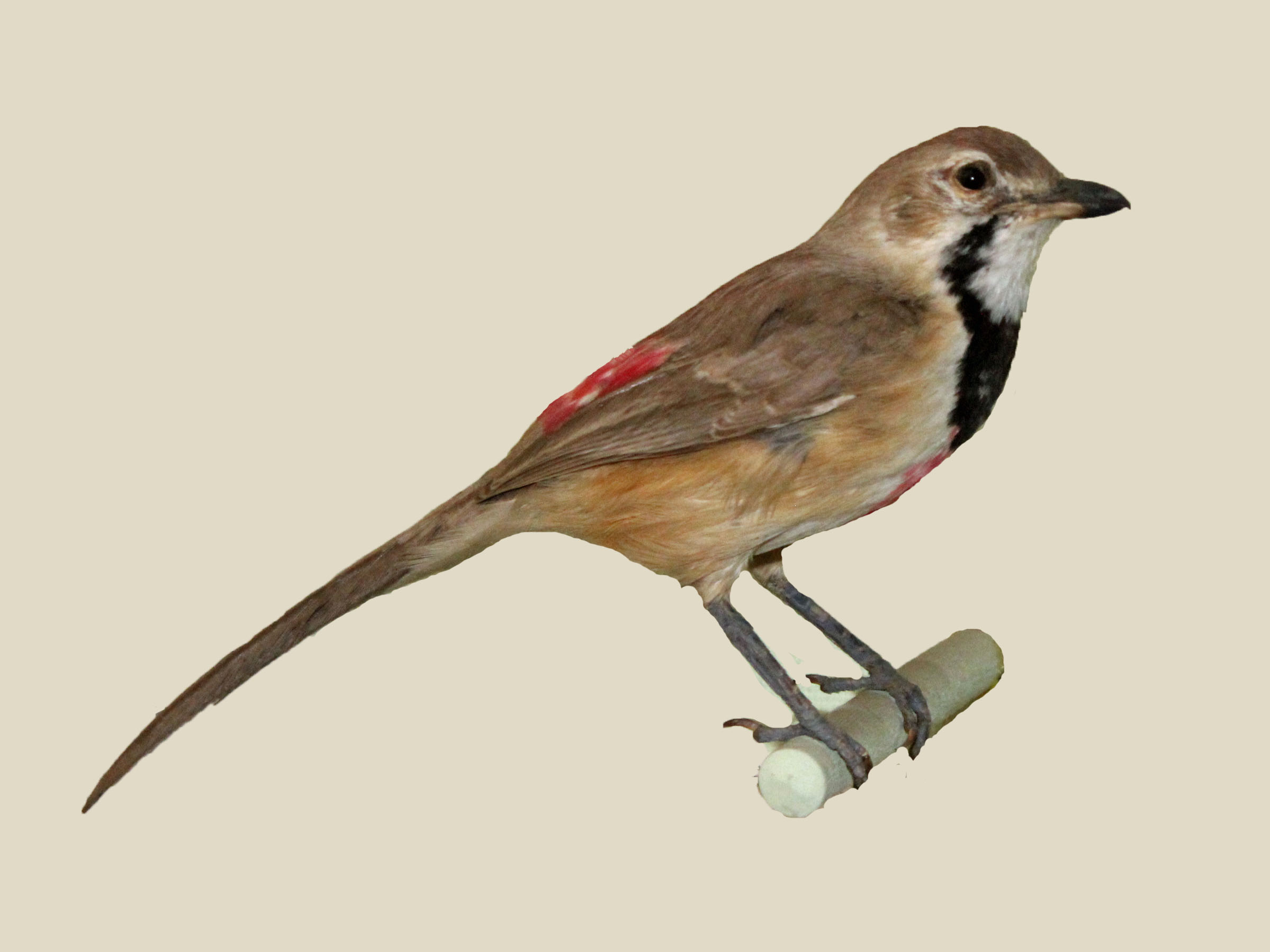
Hembra en el
Museo Nacional de Nairobi.

El bubú pechirrosado (Telophorus cruentus) es una especie de ave paseriforme de la familia Malaconotidae propia de África. Anteriormente se clasificaba como la única especie del género Rhodophoneus.

## Distribución y hábitat
Se lo encuentra en Yibuti, Egipto, Eritrea, Etiopía, Kenia, Somalia, Sudán, y Tanzania.
Su hábitat natural es la zona de vegetación arbustiva seca subtropical o tropical.